# إليجيرية صغيرة الأزهار
إليجيرية صغيرة الأزهار (الاسم العلمي:Illigera parviflora) هي نوع من النباتات تتبع جنس الإليجيرية من فصيلة الهرنانديات.